# عزلة ذيفان (عمران)

تعديل مصدري - تعديل

عزلة ذيفان هي إحدى عزل مديرية ريدة في محافظة عمران اليمنية ويبلغ تعداد سكانها 16896 نسمة حسب التعداد السكاني في اليمن لعام 2004. وللعلم ان لحصن ذيفان رجال نقباء  والحصن يسكنه غرباً وتسمى بني عدوان وشرقاً عنس وجنوب الحصن. للغرب بني عدوان و من سكن ذيفان يعود إلى إغناء رجال اليمن وهو سعيد الهادي بن أسعد ابن حسن مره وتوراث ملكه سعدوتوارث بعده ٣ اولاد 

## روابط خارجية
- الجهاز المركزي للإحصاء بالجمهورية اليمنية
- المركز الوطني للمعلومات باليمن
- World Gazetteer:Yemen
- الدليل الشامل